# Безумно влюблённый
«Безумно влюблённый» (итал. Innamorato pazzo) — итальянский кинофильм 1981 года, лирическая комедия с Адриано Челентано и Орнеллой Мути в главных ролях.

## Сюжет
Барнаба Чиккини (Адриано Челентано), весёлый, компанейский и куражистый водитель автобуса, влюбляется в случайную знакомую (Орнелла Мути) и собирается на ней жениться. Но девушка оказывается принцессой маленького государства Сан-Тулип, зависимой от своего положения и родителей. Принцесса уже сосватана за миллионера, готового покрыть значительный внешний долг маленького княжества объёмом в 50 миллиардов лир. Весь Рим скидывается по несколько тысяч лир, чтобы спасти любовь Барнабы.
Фильм является вариацией на тему «Римских каникул», снятых в 1953 году, однако сюжет коренным образом переработан. В оригинале сбежавшая из дворца принцесса влюбляется в образованного, обаятельного, прекрасно воспитанного журналиста, но в итоге осознает, что им не суждено быть вместе, и возвращается во дворец, к своим привычным регламенту и обязанностям. В «Безумно влюбленном» за этим следует «второй акт»: водитель автобуса решает любой ценой завоевать принцессу, несмотря на колоссальную разницу в воспитании и социальном статусе, в чем и преуспевает. 
В немецком прокате фильм показывался под названием «Дай обезьяне сахар» (нем. «Gib dem Affen Zucker»).

## В ролях
- Адриано Челентано — Барнаба Чиккини
- Орнелла Мути — Кристина
- Адольфо Чели — Густав VI
- Милла Саннонер — Бетси